# 冶河 (滹沱河)

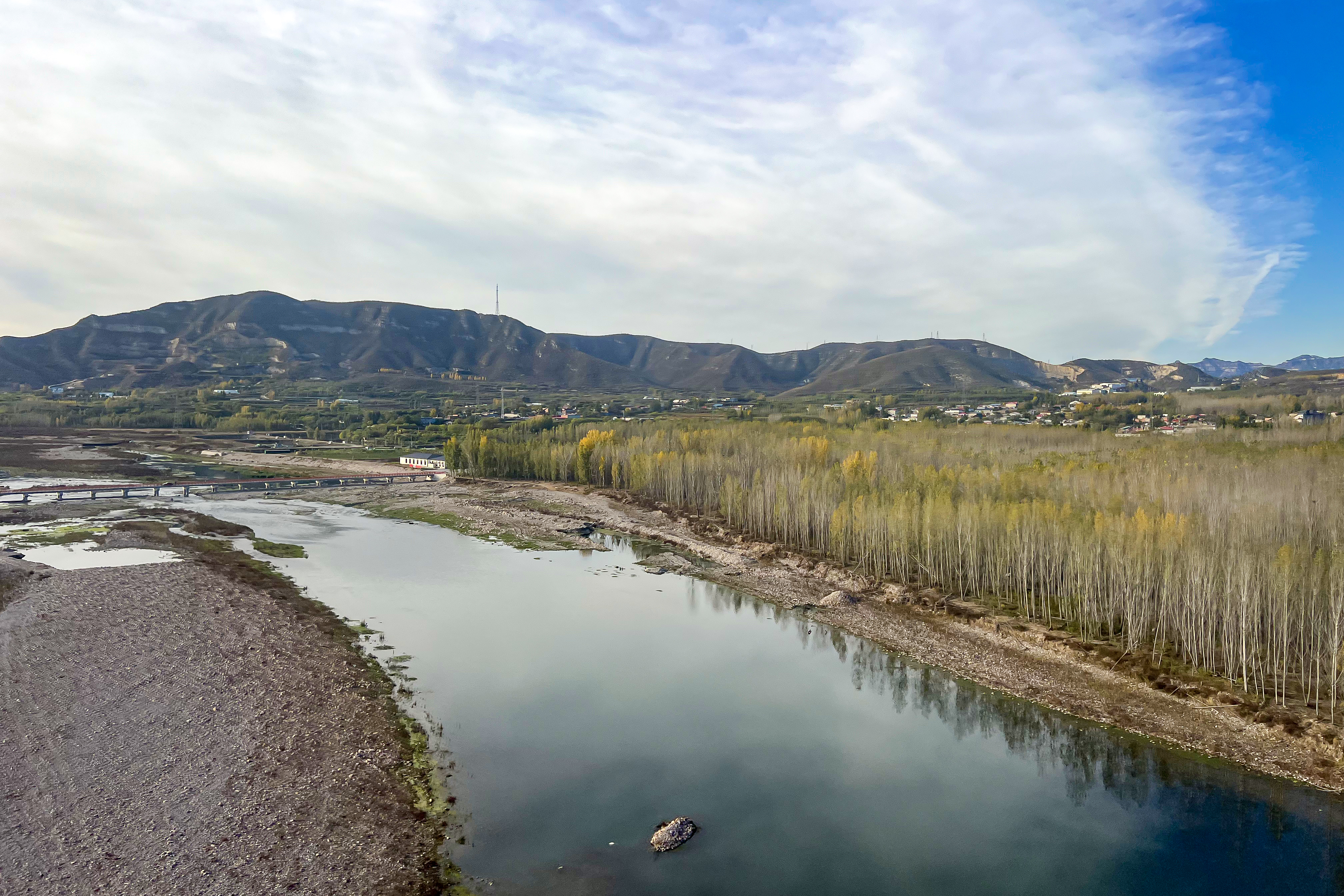
冶河井陉县威州镇段

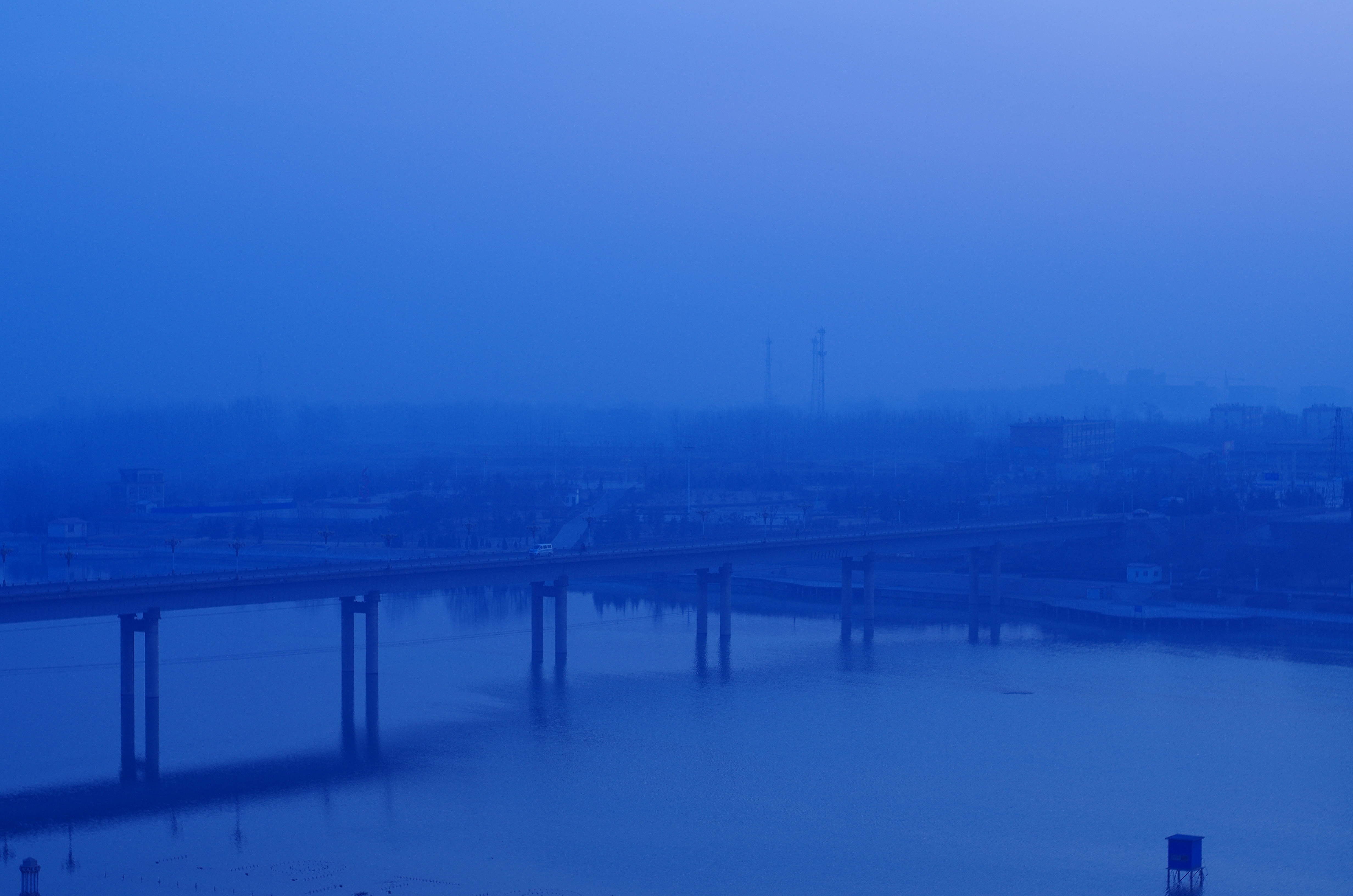
平山县城区的冶河。

冶河，古称绵水，位于中华人民共和国河北省石家庄市西部，是滹沱河右岸最大支流。冶河有两源：绵河和甘陶河，两河在井陉县秀林镇北横口村汇流形成冶河干流，干流自南向北流经井陉县和平山县县城，于平山县城东北汇入滹沱河黄壁庄水库。冶河干流河长37千米，若以甘陶河为上源，则长187千米，流域面积6420平方千米。流域内绝大部分为黄土区，植被贫乏，河水含沙量较大。